# Football Club de Grenoble rugby
El Football Club de Grenoble rugby és un club de Rugbi a 15 que juga a la Top-14. El club es va fundar el 1892.